# Kabuyea
Kabuyea   es un género  que incluye una sola especie (Kabuyea hostifolia (Engl.) Brummitt) de pequeñas plantas herbáceas, perennes y  bulbosas. El género es oriundo de Tanzania  y Mozambique, y pertenece a la familia de las tecofileáceas (Tecophilaeaceae). Se propagan por esquejes o semillas.

## Descripción
Es una planta herbácea perennifolia erecta, que alcanza un tamaño de hasta  60 cm de altura. Los cormos con hasta 2 cm de diámetro. Las hojas maduras (incluyendo un pecíolo indistinto) son de 10-60 × 3-9 cm, elípticas a linear-oblanceoladas, agudas en el ápice; las hojas jóvenes y revestimiento ± en forma de embudo en un primer momento. La inflorescencia de 15-35 cm de largo, en forma de racimo de hasta 9 cm de largo, con 10-25 flores; y brácteas de hasta 3 cm de largo, sucesivamente más cortas hacia el ápice, con pedicelos de 2-8 mm de largo, rígidamente ascendentes. Con los tépalos blancos, 12.7 x 2.5 mm. El fruto es una cápsula de  color marrón oscuro y semillas de color paja.

## Hábitat
Se encuentra en la sombra en lugares húmedos o bosques ribereños en Mozambique y Tanzania.

## Taxonomía
Kabuyea hostifolia fue descrita por (Engl.) Brummitt  y publicado en Kew Bulletin 53(4): 774, en el año 1998.
Sinonimia
- Cyanastrum bussei Engl.
- Cyanastrum hostifolium Engl.[5]